# Río Repucura
El río Repucura es un curso natural de agua de la Región de la Araucanía, Chile.

## Trayecto
Según los Mapas Provinciales Atlas Centenario, las aguas de este río provienen del río Relun, que nace al oeste de Capitán Pastene y confluyen con el drenaje de las laderas orientales de la cordillera de la Costa. Su nombre cambia a río Pellahuen y en su último trayecto al de río Repucura.

## Historia
Luis Risopatrón lo describe en su Diccionario Jeográfico de Chile de 1924:: 763 
Repucura (Rio) 38° 30' 72° 52' Es formado por los de Pellahuen i Guamaqui, corre hácia el E, pando, con hondura suficiente para la navegación de pequeñas embarcaciones, entre riberas que se abren en campos medianamente planos i fértiles i concluye por vaciarse en la márjen W del rio Cholchol, al S de la desembocadura del rio Quillen; en 1667 se asentó un fuerte en sus riberas, que fué destruido inmediatamente por los indios i restablecido con una misión en 1694, los que fueron igualmente arrasados en 1723. 156; i 166; i Repocura en 155, p. 655.